# Bozzole
Bozzole je italská obec v provincii Alessandria v oblasti Piemont.
K 31. prosinci 2010 zde žilo 315 obyvatel.

## Sousední obce
Pomaro Monferrato, Sartirana Lomellina, Torre Beretti e Castellaro, Valenza, Valmacca